# 8135 Davidmitchell
A 8135 Davidmitchell (ideiglenes jelöléssel (8135) 1978 VP10) a Naprendszer kisbolygóövében található aszteroida. Eleanor F. Helin és Schelte J. Bus fedezte fel 1978. november 7-én.